# 高山地榆
高山地榆（学名：Sanguisorba alpina）是蔷薇科地榆属的植物。分布在俄罗斯、蒙古、朝鲜以及中国大陆的甘肃、宁夏、新疆等地，生长于海拔1,200米至2,700米的地区，一般生长在山坡、沼泽地、沟谷水边和林缘，目前尚未由人工引种栽培。